# Ряшівська політехніка
Ряшівська політехніка ім. Ігнатія Лукасевича – вищий навчальний заклад технічного профілю та науково-дослідницький університет, заснований у Ряшеві у 1963 р. З 1974 року носить ім'я Ігнатія Лукасевича, а у 2016 отримав статус технічного університету..
За Вебометричним рейтингом університетів світу станом на липень 2016 посідає 25 місце в Польщі та 1771 — у світі..

## Історія
Фактичною датою створення університету є 30 вересня 1951, коли за ініціативи та зусиллями працівників «Заводу комунікаційного обладнання „PZL-Rzeszów S.A.“» (пол. Wytwórnia Sprzętu Komunikacyjnego "PZL-Rzeszów S.A."), нині — «Pratt & Whitney Rzeszów S.A.» створили вечірню інженерну школу для підготовки механіків. Першими студентами стали 50 працівників заводу. У 1952 Ряшівську вечірню інженерну школу підпорядковано Краківській вечірній інженерній школі, а у 1955 вона стає вечірнім територіальним філіалом механічного факультету Краківської політехніки.
Офіційною датою створення університету є 18 червня 1963, від дати затвердження Постанови Ради Міністрів, яка набрала чинності 25 червня 1963. З цього моменту вечірня інженерна школа отримала статус «Вищої інженерної школи» із двома факультетами — загальнотехнічним та механічним.
Із розвитком та становленням університету були створені у:
- 1965 — електротехнічний факультет;
- 1967 — факультет комунального будівництва (згодом реорганізований в факультет цивільної та екологічної інженерії);
- 1968 — хіміко-технологічний факультет;
- 1972 — авіаційне відділення при механічному факультеті;
- 1992 — факультет управління та маркетингу;
- 2006 — факультет математики та прикладної фізики.

## Організаційна структура університету

### Адміністративні підрозділи
| Ректор - Тадеуш Марковський габ. д.т.н., проф. кафедри «Машинобудування», інж. |

| :Канцлер - :Януш Бурий маг., інж. - Архів - Господарчий відділ - Відділ особових справ - Канцелярія навчального закладу - Комендант студмістечка - Планово-фінансовий відділ - Незалежний сектор інвентаризації - Побутово-соціальний сектор - Заступние канцлера з технічних питань - Відділ ремонту та розвитку - Відділ технічного обслуговування |

| :Ректорат - :* Адміністратор з інформаційної безпеки - Прес-служба - Директор віддалених підрозділів - Інспекція з охорони праці та протипожежного захисту - Юридичний відділ - Авіаційний навчальний центр в Ясьонці - Уповноважений з захисту витоку інформації - Секретаріат ректора - Уповноважений з питань внутрішнього аудиту - Уповноважений з питань оборони - Перекладачі |

| :Проректор з навчально-виховної роботи - :Ґжеґож Масловський габ. д.т.н., доц. кафедри «Електроніки та основ інформатики», інж. - Діяльність наукових кіл - Студентський клуб «Плюс» - Відділення фізичного виховання і спорту |

| :Проректор з наукової роботи - :Ґжеґож Будзік габ. д.т.н., доц. кафедри «Машинобудування», інж. - Головна бібліотека - Управління наукових досліджень - Управління з обслуговування проекту “Сучасні технології матеріалів, застосовуваних у авіаційній промисловості” - Центр інформаційних технологій - Управління наукових досліджень - Управління інформування і моніторингу бюджетних процесів - Управління з сприяння розвитку науки |

| :Проректор з розробок та контактів із виробництвом - :Олекса Маріуш габ. д.т.н., інж. - Центр з трансферу технологій Ряшівської політехніки - Головний спеціаліст з логістики і закупівель - Науково-дослідницька лабораторія навколишнього середовища Ряшівської політехніки - Підрозділ внутрішнього контролю |

| :Проректор з міжнародного співробітництва - :Ґжеґож Осташ габ. д.т.н., доц. кафедри «Гуманітарних наук» - Відділ інформації та зв’язків - Відділ кар’єрного зростання і просування - Відділ міжнародного співробітництва - Видавничий відділ Ряшівської політехніки - Студентський ансамбль пісні і танцю «Полонини» та Академічний хор Ряшівської політехніки |

### Факультети та навчальні і науково-дослідницькі підрозділи
| :Факультет будівництва, екологічного інжинірингу та архітектури - :Декан: Пйотр Кошельнік габ. д.т.н., доц. відділення «Екологічної хімії та екологічного інжинірингу», інж. - Рада факультету - Деканат - Кафедра будівельних конструкцій - Кафедра водопостачання та водовідведення - Факультетська лабораторія досліджень будівельних конструкцій - Відділення загального будівництва - Відділення опалення, вентиляції та кондиціювання повітря - Відділення доріг та мостів - Відділення геодезії та геотехніки ім. Каспера Вайґеля - Відділення інфраструктури та сталого розвитку - Відділення екологічної хімії та екологічного інжинірингу - Відділення матеріалознавства та технології будівництва - Відділення консервації історичних пам’яток - Відділення будівельної механіки - Відділення очищення і охорони вод - Відділення архітектоніки та інженерної графіки - Відділення містобудування та архітектури |

| :Факультет машинобудування та авіації - :Декан: Ярослав Сенп габ. д.т.н., доц. кафедри «Технології машинобудування і виробництва продукції», інж. - Ради факультету: - Науково-технічна - Господарча - Деканати за напрямками навчання: - Деканат “Механіка і транспорт” - Деканат “Механіка і машинобудування” - Деканат “Авіація і космонавтика” - Деканат “Управління і технологія виробництва” - Деканат “Матеріалознавство, механіка і машинобудування” - Кафедра авіоніки та систем управління - Кафедра проектування машин - Кафедра прикладної механіки та робототехніки - Кафедра матеріалознавства - Кафедра ливарництва і зварювання - Кафедра пластичного оброблення - Кафедра літаків та авіаційних двигунів - Кафедра двигунів внутрішнього згоряння та транспорту - Кафедра машинобудівного виробництва і автоматизації - Кафедра Технологія машинобудування і виробничих процесів - Лабораторія досліджень авіаційних конструкцій - Навчальна лабораторія досліджень матеріалів для авіаційної промисловості - Відділення інформатики - Відділення механіки рідин і аеродинаміки - Відділення термодинаміки |

| :Хімічний факультет - :Декан: Дорота Антос габ. д.т.н., доц. кафедри «хімічних технологій і процеси», інж. - Рада факультету: - Деканат - Кафедра хімічних технологій і хімічних процесів - Кафедра хімічних технологій і хімічного матеріалознавства - Кафедральна лабораторія спектрометрії - Лабораторія з переробки пластмас - Лабораторія реології полімерів - Лабораторія з досліджень і переробки полімерів - Відділення біотехнології і біоінформатики - Відділення фізичної хімії - Відділення неорганічної і аналітичної хімії - Відділення органічної хімії - Відділення полімерних композитів - Відділення полімерів і біополімерів - Біотехнологічний центр |

| :Факультет електротехніки та інформатики - :Декан: Казімеж Бучек габ. д.т.н., доцент кафедри «Енергоелектроніки, електроенергетики та складних систем", інженер - Рада факультету: - Деканат - Кафедра електротехніки і основ інформатики - Кафедра енергоелектроніки, електроенергетики та складних систем - Кафедра інформатики та автоматики - Кафедра метрології та систем діагностування - Кафедра основ електроніки - Кафедра електронних і телекомунікаційних систем - Лабораторія випробувань та калібрування - Відділення акустики - Відділення електродинаміки та систем електричних машин |

| :Факультет математики та прикладної фізики - :Декан: Ілона Влох габ. д.т.н., доц. кафедри «Дискретної математики» - Рада факультету: - Деканат - Кафедра нелінійного аналізу - Кафедра фізики та медичної інженерії - Відділення дискретної математики - Відділення математичного моделювання - Відділення прикладної оптики - Відділення топології і алгебри |

| :Факультет управління - :Декан: Станіслав Ґендек габ. д.т.н., доц. «Кафедри економіки» - Рада факультету: - Деканат - Кафедра економіки - Кафедра маркетингу - Кафедра кількісних методів - Кафедра гуманітарних наук - Кафедра адміністративного менеджменту і права - Кафедра підприємництва, управління та екоінноваційність - Кафедра систем управління та логістики - Відділення фінансів, банківської справи та бухгалтерського обліку - Відділення інформатики в галузі управління - Відділення науки про безпеку - Криміналістично-аналітичний центр |

| :Механічно-технологічний факультет в Стальовій Волі - :Декан: Олександр Мазурков габ. д.т.н., доц., інж. - Деканат |

## Legendary Rover Team

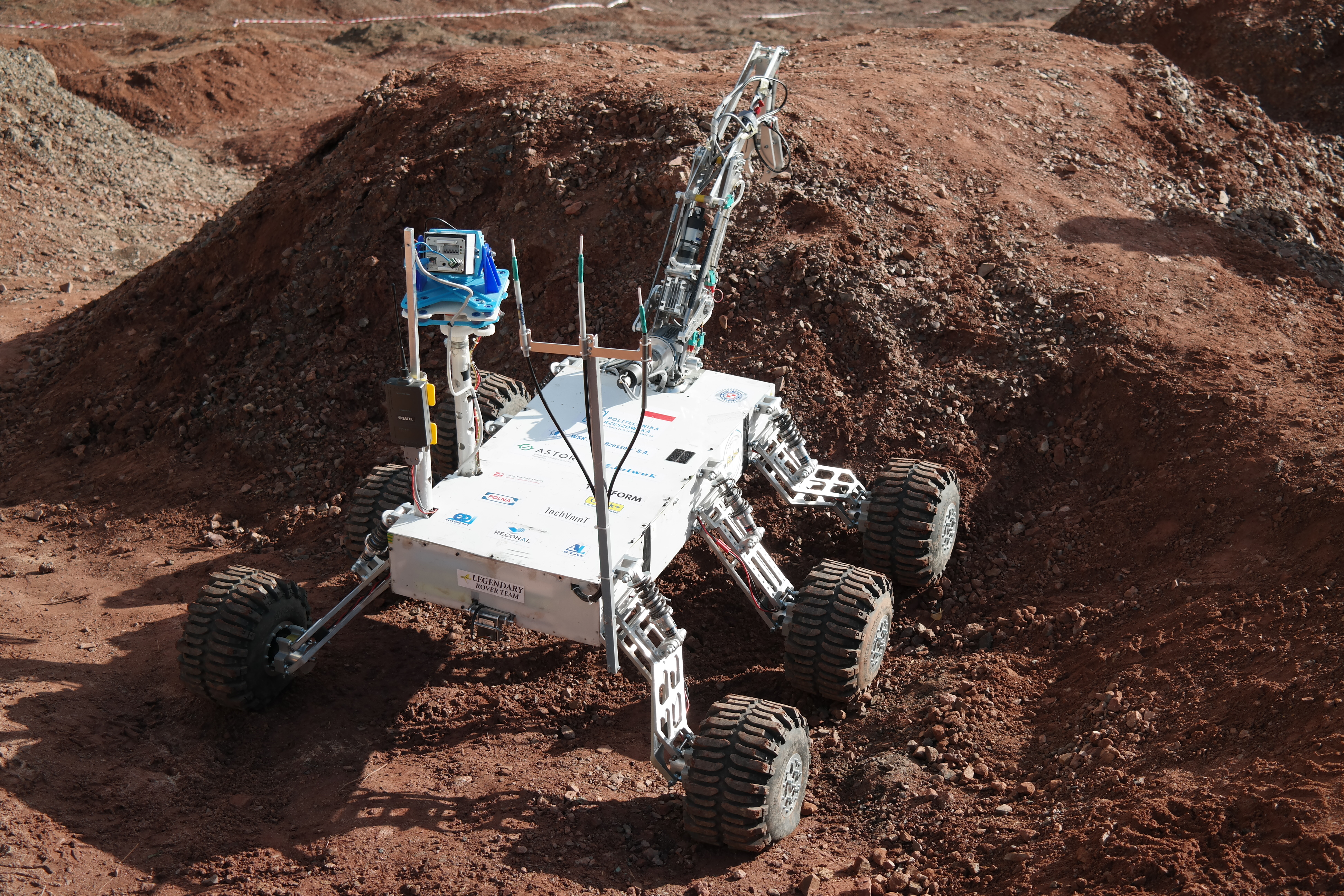
Переможець 2015 р. марсохід команди «Legendary Rover Team»

У 2013 році університетська команда «Legendary Team» дійшла до фіналу міжнародного конкурсу «University Rover Challenge», організованому Марсіанським товариством для змагання планетоходів, спроектованих і побудованих студентами університетів і коледжів з усього світу, який із 2007-го року щорічно проводиться в США. Ці змагання, як і їх європейський аналог — European Rover Challenge, належать до ліги найпрестижніших робототехнічних змагань у світі.
Враховуючи отриманий досвід, команда вдосконалила марсохід, доопрацювала усі недоліки, що не дали можливості набрати бали за виконання окремих завдань, і вже у 2014 стала призером цих престижних змагань, посівши третє місце.
Наступного року, реорганізувавши свої можливості та оновивши склад, нова команда «Legendary Rover Team» здобула перше місце цього престижного змагання, доказавши, що їх марсохід є найкращим у світі. Перше місце також було завойоване і в наступному 2016-му.